# Litsea ovalifolia
Litsea ovalifolia là loài thực vật có hoa trong họ Nguyệt quế. Loài này được (Wight) Trimen miêu tả khoa học đầu tiên năm 1885.